# Tranjik-kutchin
Tranjik-kutchin /"one who dwells along the river", Black River/ pleme Kutchin Indijanaca porodice Athapaskan koje je u 19. stoljeću obitavalo oko rijeke Black River na Aljaski. Prema lokalitetu poznati su i kao Black River Kutchin i Cache River People. Pleme je slabo poznato. Godine 1910. oni i mnogo brojniji Kutcha-kutchin Indijanci; imali su tek 359 duša.
Naselje Chalkyitsik na središnjem dijelu istočne Aljakse pripadalo je njima.

## Vanjske poveznice
- Hunters of the northern forest: designs for survival among the Alaskan Kutchin